# Leucadendron osbornei
Leucadendron osbornei är en tvåhjärtbladig växtart som beskrevs av Y.P Rourke. Leucadendron osbornei ingår i släktet Leucadendron och familjen Proteaceae. Inga underarter finns listade i Catalogue of Life.